# Enkianthus campanulatus
Енкіантус дзвониковий (Enkianthus campanulatus) — вид рослини родини вересові.

## Назва
Відома під назвою «фурін-цуцудзі» (англ. furin-tsutsuji).

## Будова
Листопадний кущ з червоними пагонами з пучками листків, що стають яскраво червоними восени. Квіти маленькі дзвоникоподібні кремово-жовті з червоними прожилками.

## Поширення та середовище існування
Зростає у Японії.

## Практичне використання
Вирощується в садках разом з рододендронами.

## Галерея

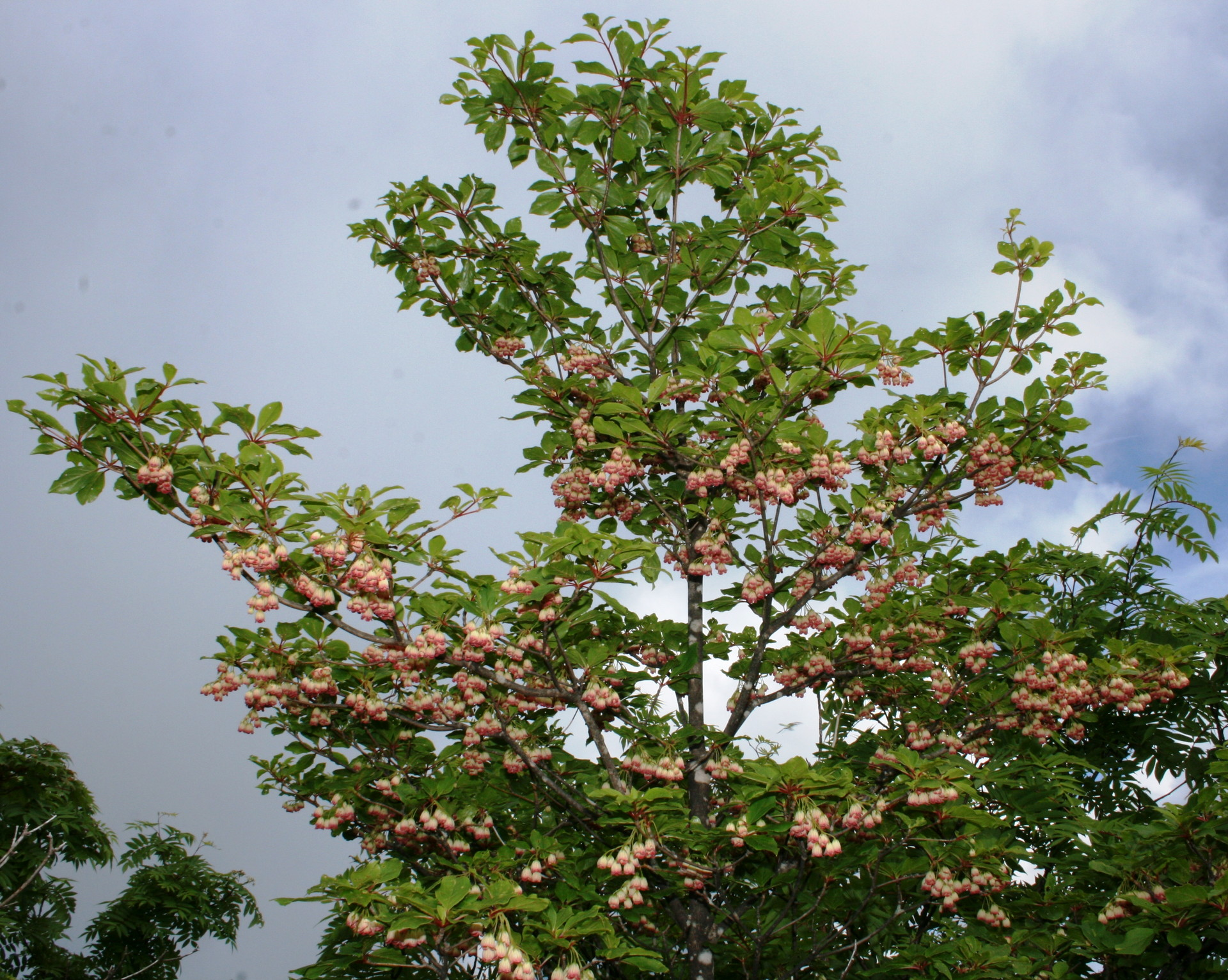
Загальний вид рослини
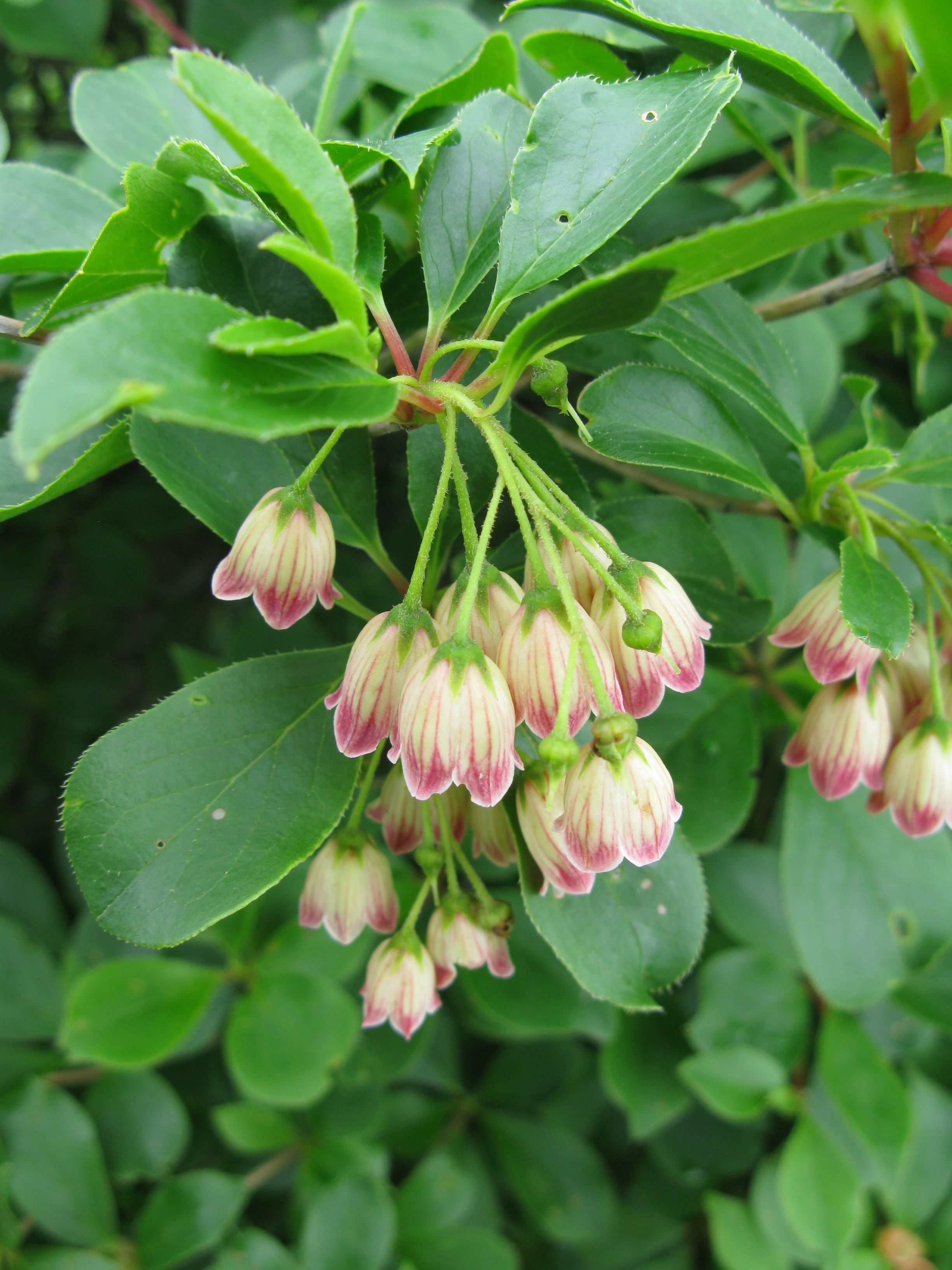
Квіти
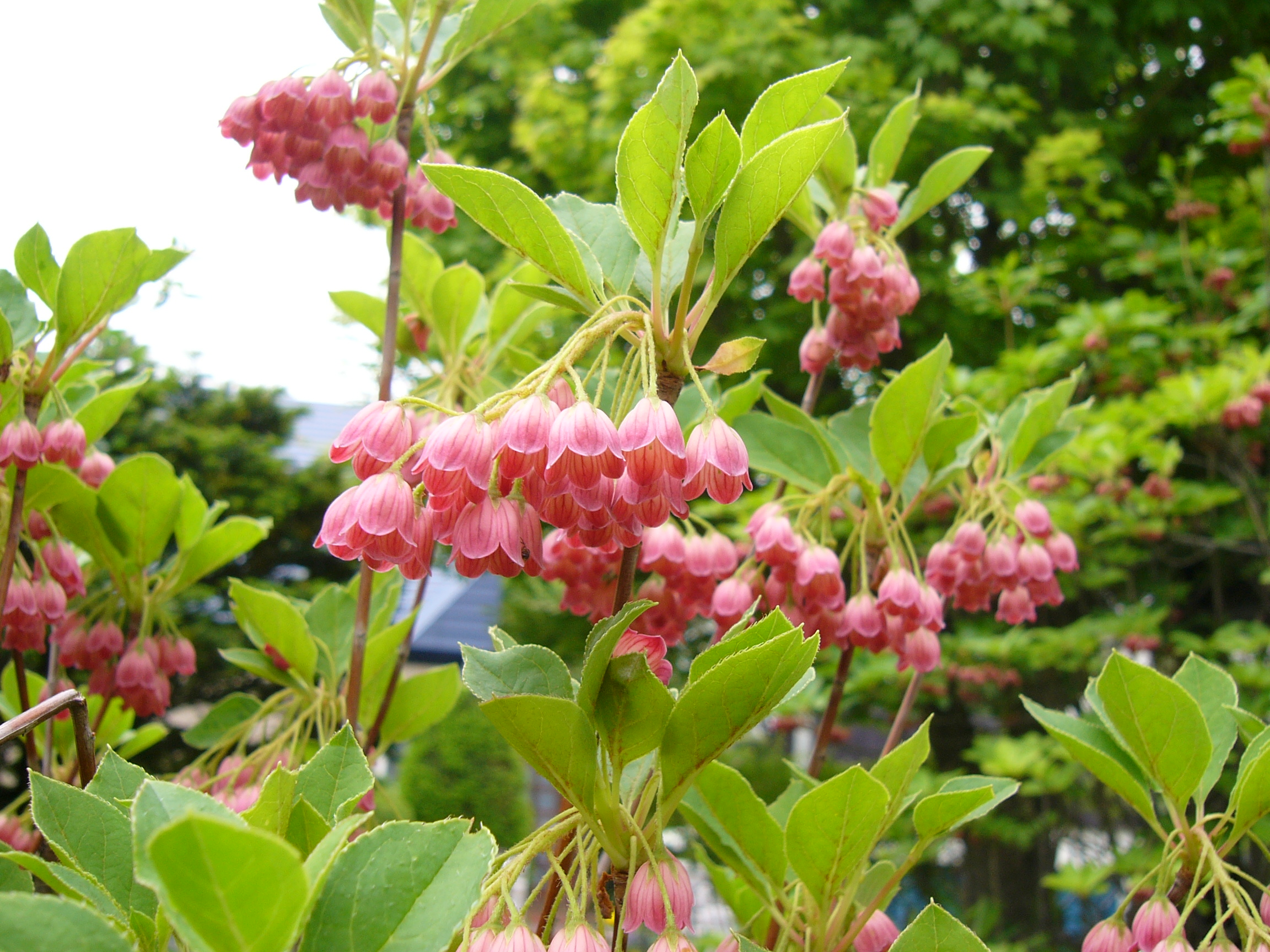
Квіти